# Diplomacia pública
La diplomacia pública es el conjunto de acciones de comunicación estratégica y de relación, promovidas por un Estado u otros actores internacionales, cuyo objetivo es escuchar, informar, comprender e influir en los públicos de otros países para generar un entorno internacional favorable a sus intereses. Se distingue de la diplomacia tradicional, que se centra en las relaciones entre gobiernos, al dirigirse directamente a la ciudadanía extranjera. Es considerada el principal instrumento para ejercer el poder blando (soft power), un concepto que define la capacidad de un país para persuadir a otros a querer los mismos resultados que él desea, a través de la atracción en lugar de la coerción. Sus herramientas fundamentales incluyen la diplomacia cultural y la comunicación digital (denominada diplomacia digital).

## Concepto y evolución histórica

### Orígenes del término
Aunque la práctica de influir en públicos extranjeros es un fenómeno histórico de larga data —el Imperio Romano, por ejemplo, consolidó su longevidad no solo mediante el poder de sus legiones, sino también a través de la difusión e implantación de su cultura—, el término "diplomacia pública" es de acuñación relativamente reciente. Surgió en el contexto de la Guerra Fría para describir las actividades de comunicación internacional de los Estados Unidos, como las que llevaba a cabo la United States Information Agency (USIA).
Estratégicamente, España ha transitado desde un enfoque centrado en la "Marca España" hacia un concepto más amplio de "España Global". Académicos como Juan Luis Manfredi han abogado por este cambio, argumentando la necesidad de superar un modelo basado principalmente en el marketing turístico para adoptar una gestión integral de la reputación del país. Este nuevo enfoque prioriza la construcción de credibilidad y respeto en múltiples dimensiones (económica, política, social y cultural) en lugar de centrarse únicamente en la promoción de una imagen. La crisis económica de principios del siglo XXI evidenció que un modelo basado en la estética era insuficiente, haciendo necesario un giro hacia la ética y la coherencia entre las acciones y la comunicación para recuperar la confianza internacional.

### Distinción con la diplomacia tradicional
La diferencia fundamental con la diplomacia tradicional o convencional radica en el destinatario de la comunicación. Mientras que la diplomacia tradicional se desarrolla en un ámbito de gobierno a gobierno, a través de canales oficiales y a menudo confidenciales, la diplomacia pública se enfoca en la comunicación con la sociedad civil de otras naciones: ciudadanos, organizaciones no gubernamentales, medios de comunicación, académicos y líderes de opinión. Su objetivo no es negociar tratados, sino construir relaciones a largo plazo, fomentar la confianza y moldear percepciones que, eventualmente, puedan influir en las decisiones de los gobiernos extranjeros.

### De la propaganda a la conversación
Es común que la diplomacia pública sea erróneamente equiparada con la propaganda, especialmente debido a sus orígenes en el contexto de la confrontación ideológica de la Guerra Fría, donde tanto Estados Unidos como la Unión Soviética utilizaron masivamente las exportaciones culturales, los intercambios y la radiodifusión para "ganar los corazones y las mentes" de las poblaciones de terceros países. Sin embargo, la teoría contemporánea establece una distinción conceptual y metodológica entre ambos términos. El historiador y teórico Nicholas J. Cull argumenta que la propaganda es esencialmente una comunicación unidireccional, cuyo fin es dictar un mensaje a una audiencia para persuadirla de una determinada verdad, sin un interés genuino en la retroalimentación. En contraste, la diplomacia pública moderna aspira a ser un proceso bidireccional, una conversación que comienza con la escucha activa para comprender las percepciones, valores y preocupaciones de la audiencia extranjera, y a partir de ahí, busca construir una relación basada en el entendimiento mutuo. Aunque en la práctica la diplomacia pública siempre corre el riesgo de deslizarse hacia la propaganda, su ideal se fundamenta en el diálogo y la reciprocidad.

### La era digital y la Nueva Diplomacia Pública
La revolución de la información remeje el escenario en el que opera la diplomacia pública. La reducción en los costos de transmisión y almacenamiento de información ha democratizado el acceso al poder informativo, que ya no es monopolio de los Estados. Actores no estatales —desde grandes corporaciones y ONG hasta grupos terroristas y movimientos ciudadanos— compiten ahora en el ámbito de la influencia global. Este nuevo ecosistema informativo se caracteriza por lo que Joseph Nye ha denominado la "paradoja de la abundancia": un exceso de información que provoca una escasez de atención. En este contexto, la credibilidad es el recurso más valioso y escaso. La mera difusión de mensajes pierde eficacia frente a la necesidad de construir confianza. Esto ha dado lugar a la llamada "nueva diplomacia pública" o "diplomacia digital", que utiliza estratégicamente internet y las redes sociales para interactuar directamente con audiencias globales. Este modelo, sin embargo, presenta retos a los que hacer frente, como la dificultad de controlar la narrativa, la vulnerabilidad a la desinformación y la necesidad de una respuesta inmediata y transparente.

## Fundamentos teóricos del poder blando (soft power)
El concepto de diplomacia pública está intrínsecamente ligado a la teoría del poder blando (soft power), desarrollada por el politólogo estadounidense Joseph Nye. Este marco teórico proporciona la base para comprender por qué los Estados invierten en influir en públicos extranjeros a través de la atracción en lugar de la fuerza.

### Definición de Joseph Nye
Joseph Nye define el poder como la capacidad de afectar a otros para obtener los resultados deseados. Distingue tres formas principales de ejercerlo: la coerción (amenazas o "palos"), los pagos (incentivos o "zanahorias") y la atracción. El poder blando corresponde a esta tercera categoría: "la habilidad de afectar a otros para obtener los resultados que uno quiere a través de la atracción y la persuasión en lugar de la coerción o el pago". A diferencia del poder duro (hard power), que se basa en la capacidad militar y económica para forzar a otros a actuar contra su voluntad, el poder blando es un poder de cooptación. Su objetivo es moldear las preferencias de los demás para que deseen lo mismo que uno desea, haciendo que el ejercicio del poder sea más eficiente, legítimo y duradero. En palabras del presidente estadounidense Dwight D. Eisenhower, el liderazgo consiste en lograr que otros hagan lo que uno quiere no solo porque se les ordena, sino porque instintivamente quieren hacerlo. Es fundamental entender que el poder blando no es un activo estático que un país "posee", sino un recurso dinámico y relacional que depende de la percepción de la audiencia. Su eficacia está intrínsecamente ligada a la credibilidad, lo que significa que es frágil y puede ser destruido rápidamente por acciones políticas incoherentes o por la percepción de hipocresía. No se trata tanto de "lo que un país es", sino de "cómo es percibido por los demás en función de lo que hace".

### Las tres fuentes del poder blando
Según Nye, el poder blando de un país emana principalmente de tres fuentes:
1. Cultura: La cultura de una nación, tanto en su expresión de "alta cultura" (literatura, arte, educación superior) como en su cultura popular (cine, música, deportes, marcas), puede ser una poderosa fuente de atracción. Cuando la cultura de un país proyecta valores universales o resulta atractiva para otros, genera admiración y una predisposición favorable hacia ese país y sus objetivos.
2. Valores políticos: Los valores que un país defiende, como la democracia, la libertad de expresión, los derechos humanos y el estado de derecho, pueden ser una importante fuente de poder blando. Sin embargo, su eficacia depende de la coherencia. Un país solo proyecta poder blando a través de sus valores cuando los respeta de manera consistente tanto en su política interna como en su acción exterior. La hipocresía es uno de los principales destructores del poder blando.
3. Política exterior: La forma en que un país se comporta en el escenario mundial es una fuente crítica de poder blando. Cuando sus políticas exteriores son percibidas como legítimas, justas, inclusivas y con autoridad moral, refuerzan su atractivo. Por el contrario, las políticas percibidas como unilaterales, egoístas o arrogantes erosionan rápidamente el poder blando, incluso si el país posee una cultura atractiva y valores loables.

## Dimensiones e instrumentos de la diplomacia pública
Para analizar la práctica de la diplomacia pública, el modelo desarrollado por Nicholas J. Cull es ampliamente utilizado. Este marco desglosa la actividad en cinco componentes fundamentales que, en conjunto, forman un ecosistema interdependiente. El éxito en una dimensión a menudo depende de la eficacia de las otras, creando una cadena causal donde la escucha informa la estrategia, la cultura y el intercambio construyen la credibilidad, y la promoción y la radiodifusión articulan el mensaje sobre una base sólida.

### 1. Escucha (listening)
La escucha es el pilar fundamental de cualquier estrategia de diplomacia pública eficaz. Consiste en el esfuerzo sistemático de un actor internacional por comprender el entorno, las actitudes, los intereses y las necesidades de los públicos extranjeros. Esto se logra a través de herramientas como encuestas de opinión, análisis de medios de comunicación, monitorización de redes sociales y el diálogo directo con la sociedad civil. El conocimiento adquirido a través de la escucha es crucial para diseñar políticas y mensajes de comunicación que sean relevantes y resuenen con la audiencia a la que se dirigen, evitando así la irrelevancia o la contraproductividad.

### 2. Promoción (advocacy)
La promoción o defensa de intereses implica la comunicación activa de los argumentos, las políticas y los valores de un país a audiencias extranjeras. Su objetivo es explicar las decisiones de política exterior, corregir percepciones erróneas y presentar una narrativa positiva del país. Para ser efectiva, la promoción debe ser creíble y transparente. Cull destaca la importancia del "sesgo de escucha de terceros" (eavesdropping bias), según el cual la información que una audiencia descubre por sí misma o a través de fuentes percibidas como independientes es considerablemente más persuasiva que la que se recibe directamente de un actor gubernamental.

### 3. Diplomacia cultural
La diplomacia cultural se refiere al intercambio de ideas, información, arte y otros aspectos de la cultura entre naciones y sus pueblos con el fin de fomentar el entendimiento mutuo. Incluye una amplia gama de actividades, como la organización de exposiciones de arte, giras de orquestas, festivales de cine, la promoción de la literatura y, de manera muy destacada, la enseñanza de la lengua nacional en el extranjero. Instituciones como la Alliance Française de Francia, el British Council del Reino Unido o el Instituto Cervantes de España son ejemplos paradigmáticos de organizaciones dedicadas a esta labor.

### 4. Diplomacia de intercambio (exchange diplomacy)
Esta dimensión se centra en el fomento de las relaciones interpersonales a largo plazo mediante el intercambio de ciudadanos a través de las fronteras. Los programas de intercambio académico (como el programa Erasmus de la Unión Europea), científico, profesional y juvenil son sus principales herramientas. Al permitir que los ciudadanos de un país experimenten directamente la sociedad y la cultura de otro, estos programas crean redes de contactos y lazos de afinidad que pueden perdurar durante décadas y generar un capital de buena voluntad invaluable para las relaciones futuras entre los países.

### 5. Radiodifusión internacional y medios digitales (international broadcasting)
Históricamente, este componente se centraba en los medios de comunicación financiados por el Estado, como la BBC World Service o Voice of America, diseñados para transmitir noticias e información a audiencias en el extranjero. Actualmente, esta dimensión se ha expandido para incluir la gestión de sitios web oficiales, la creación de contenido para plataformas digitales y la participación activa en redes sociales. El objetivo sigue siendo el mismo: proporcionar una fuente de información alternativa y proyectar la perspectiva del país sobre los asuntos mundiales, aunque ahora en un entorno mediático mucho más competitivo y fragmentado.

## La diplomacia pública en España
España ha desarrollado un marco institucional y estratégico para la diplomacia pública que ha evolucionado en las últimas décadas, aunque su implementación práctica todavía está en proceso.

### Marco institucional y estratégico
El principal actor estatal en esta materia es el Ministerio de Asuntos Exteriores, Unión Europea y Cooperación, que cuenta con una Dirección General de Comunicación, Diplomacia Pública y Redes. La existencia de esta unidad demuestra la institucionalización y la importancia que se le otorga a esta función dentro de la política exterior española.

### La comunicación en las Embajadas españolas
La capacidad de ejecución de la diplomacia pública española reside en gran medida en su red de embajadas. Nuevas investigaciones académicas, han analizado la estructura y gestión de la comunicación en estas misiones diplomáticas, evidenciando una transición en curso y retos a los que hacer frente.
Un estudio sobre la gestión comunicativa en las embajadas españolas muestra un creciente en el uso de herramientas digitales, especialmente las redes sociales, para pasar de un modelo tradicional de información unidireccional a uno más bidireccional y participativo. Sin embargo, el mismo estudio concluye que la "lógica organizativa" de la diplomacia pública moderna aún no se ha implementado por completo. Se identifican carencias en términos de profesionalización de los equipos de comunicación, una planificación estratégica más sofisticada y una comprensión más profunda de las audiencias locales.
Esta brecha entre la ambición estratégica formulada desde el gobierno central y la capacidad de implementación operativa en la red diplomática constituye uno de los principales retos para la eficacia de la diplomacia pública española. No es un problema de no saber qué hacer, sino de la falta de recursos, estructuras homogéneas y personal especializado para hacerlo de manera consistente en todo el mundo.

### Actores clave de la diplomacia pública española
Además del Ministerio de Asuntos Exteriores, España cuenta con dos instituciones fundamentales que actúan como sus principales agentes de diplomacia pública:
- Instituto Cervantes: Creado en 1991, es la institución pública encargada de la promoción universal de la enseñanza, el estudio y el uso del español, así como de la difusión de las culturas hispánicas en el exterior. Con una red de centros en los cinco continentes, es el principal actor de la diplomacia cultural de España, organizando cursos de lengua, exámenes de certificación, actividades culturales y apoyando la labor de los hispanistas en todo el mundo.[12][13]
- Agencia Española de Cooperación Internacional para el Desarrollo: A través de su Dirección de Relaciones Culturales y Científicas, la AECID gestiona la Red de Centros Culturales de España en el exterior. Estos centros, ubicados principalmente en América Latina y África, no solo promueven la cultura española, sino que también actúan como espacios para el diálogo, la cooperación cultural para el desarrollo y el fomento de la diversidad cultural local, trabajando en estrecha colaboración con agentes de la sociedad civil de los países anfitriones.[14][15][16]

## Retos y críticas en el siglo XXI
La práctica de la diplomacia pública en el entorno global contemporáneo se enfrenta a una serie de desafíos complejos que ponen a prueba su eficacia y legitimidad.

### Medición de la efectividad
Uno de los mayores desafíos metodológicos es la medición del impacto y el retorno de la inversión de las actividades de diplomacia pública. A diferencia de las acciones de poder duro, cuyos resultados suelen ser tangibles y medibles (un territorio conquistado, un acuerdo comercial firmado), los efectos del poder blando y la diplomacia pública son difusos, a largo plazo y difíciles de cuantificar. Cambiar percepciones, construir confianza o fomentar la buena voluntad son procesos lentos cuyos resultados no se traducen fácilmente en indicadores de rendimiento claros, lo que complica la justificación de sus presupuestos ante los responsables políticos.

### La lucha contra la desinformación
La diplomacia pública opera hoy en un entorno informativo contaminado por la desinformación deliberada y las noticias falsas (fake news), a menudo propagadas por actores estatales y no estatales con el objetivo de desestabilizar, polarizar y socavar la confianza en las instituciones democráticas. Esto obliga a los practicantes de la diplomacia pública a no solo proyectar sus propias narrativas, sino también a dedicar recursos significativos a la monitorización, verificación y refutación de información falsa. Iniciativas como el observatorio IBERIFIER, promovido por la Comisión Europea para combatir la desinformación en España y Portugal, son ejemplo de las nuevas infraestructuras digitales necesarias para afrontar este reto.

### Coherencia entre discurso y acción
La credibilidad es el activo más preciado de la diplomacia pública. Su eficacia se desvanece en el momento en que una audiencia percibe una brecha entre lo que un país dice (say) y lo que hace (do). Esta falta de coherencia, conocida como "say-do gap", genera cinismo y destruye la confianza, anulando cualquier esfuerzo de comunicación. Por tanto, la diplomacia pública no puede ser una simple campaña de relaciones públicas desvinculada de la política real; debe estar integrada en el proceso de formulación de políticas para asegurar que las acciones del Estado respalden y den credibilidad a sus mensajes.

### El riesgo de la instrumentalización doméstica
Un riesgo recurrente es que los líderes políticos utilicen las plataformas y actividades de la diplomacia pública no con el fin de dialogar y construir relaciones con audiencias extranjeras, sino como un escenario para proyectar una imagen de fortaleza o liderazgo ante su propio electorado. Cuando la diplomacia pública se convierte en una "actuación para el consumo doméstico", pierde su propósito original, su credibilidad internacional se ve comprometida y su eficacia para influir en públicos extranjeros se reduce drásticamente.

## Enlaces Externos
- Ministerio de Asuntos Exteriores, Unión Europea y Cooperación de España
- Instituto Cervantes
- Portal de la Administración del Gobierno de España